# Koninklijk Paleis van Visegrád
Het Koninklijk Paleis van Visegrád (Hongaars: Királyi palota (Visegrád), Duits: Königspalast von Plintenburg) is een kasteelruïne die gedeeltelijk geconstrueerd is en werd gebouwd tussen de 13e tot 15e eeuw. Op deze plek vond het Congres van Visegrád plaats vond en de daarop volgende Vrede van Visegrád die werd getekend in 1335. Het kasteel heeft elementen uit de Gotiek en Renaissance. Het kasteel is strategisch gelegen aan de Donau, waar deze het Pilisgebergte ontmoet in de Donauknie, nabij het begin van de Szentendrei-Donau en historisch op het punt waar de Hongaarse comitaten Pest-Pilis-Solt-Kiskun en Hont samenkwamen. Het paleis maakte deel uit van een verdedigingslinie van kastelen, die tijdens de Ottomaanse overheersing van Hongarije vernietigd is. Tegenwoordig is het complex het Koning Matthiasmuseum, dat een dependance is van het Nationaal Museum van Hongarije.

## Geschiedenis
Het Koninklijk Paleis werd gebouwd in 1323 door koning Karel I Robert van Hongarije, uitgebreid door koning Sigismund van Hongarije en koning Matthias Corvinus.
Voor het eerst werd het kasteel genoemd in de Kroniek van Képes. Het kasteel in 1330 was het toneel van een poging tot moord op de koninklijke familie, door de edelman Felicián Záh. Het gebouw, nu gedeeltelijk een ruïne werd verbouwd in het laatste kwart van de 14e eeuw, gedeeltelijk tijdens het bewind van koning Lodewijk I en gedeeltelijk tijdens het bewind van koning Sigismund. Sigismund bouwde de nieuwe koninklijke hofkapel uit en legde verbindingen aan waardoor het paleis nog meer de vorm van een rechthoek kreeg. Specifiek werd in opdracht van koning Sigismund het noorden verbonden door een tuin en in het zuiden door het franciscaner klooster dat in 1424 werd gesticht op de plaats van de oudere koninklijke kapel. Tussen 1405 en 1408 verplaatste Sigismund zijn zetel van Visegrád naar Boeda, en het Visegrád-paleis werd vanaf dat moment een buitenverblijf, waar deze koning graag verbleef.
Het paleiscomplex is een gave wiskundige rechthoek van 123 bij 123 meter.
Tussen 1476 en 1484 renoveerde koning Matthias Corvinus het paleis in laatgotische stijl. Verder werder enkele elementen uit de renaissance toegevoegd. Voorbeelden hiervan zijn de Herculesfontein  en de Mússákbron, de loggia met sierlijke binnenplaats, de orgelgalerij en de altaren in de hofkapel, die eerder gebouwd werd onder het mecenaat van Koning Sigismund.
De toevoegingen onder het mecenaat van Koning Matthias zijn de oudste voorbeelden van de Italiaanse renaissancestijl in Europa benoorden de  Alpen. Het paleis werd verlaten na de Turkse verovering in 1544, waardoor het gebouw een ruïne werd. De ruïnes werden in de 18e eeuw afgebroken. Nieuwe opgraving begonnen in 1934 en vinden tegenwoordig nog deels plaats. Tijdens de historische restauraties en reconstructie  zijn het koninklijke paleis en de tuinen grotendeels voltooid, waaronder ook de Pergolatuin, Bloementuin en trappencomplex die gebouwd werd in de tijd van de Ravenkoning. Tegenwoordig is in het paleis en de tuinen, de tentoonstelling van het Koning Matthias Museum te vinden, waar de geschiedenis van het koninklijk paleis uit de doeken wordt gedaan en zijn delen van het gereconstrueerde interieur te zien. Voorbeelden hiervan is de slaapkamer van Koning Sigismund, een zaal uit de tijd van Koning Matthias en een keuken.
Voor de 700-jarige herdenking van het belangrijke eerste Congres van  Visegrád  in 1335 en waarnaar intergouvernementele organisatie van Centraal-Europa , de Visegrádgroep is genoemd, moet het hele paleiscomplex en haar omgeving in 2035 wederopgebouwd zijn. De werkzaamheden hiervoor gaan plaats vinden vanaf medio 2022.

## Afbeeldingen

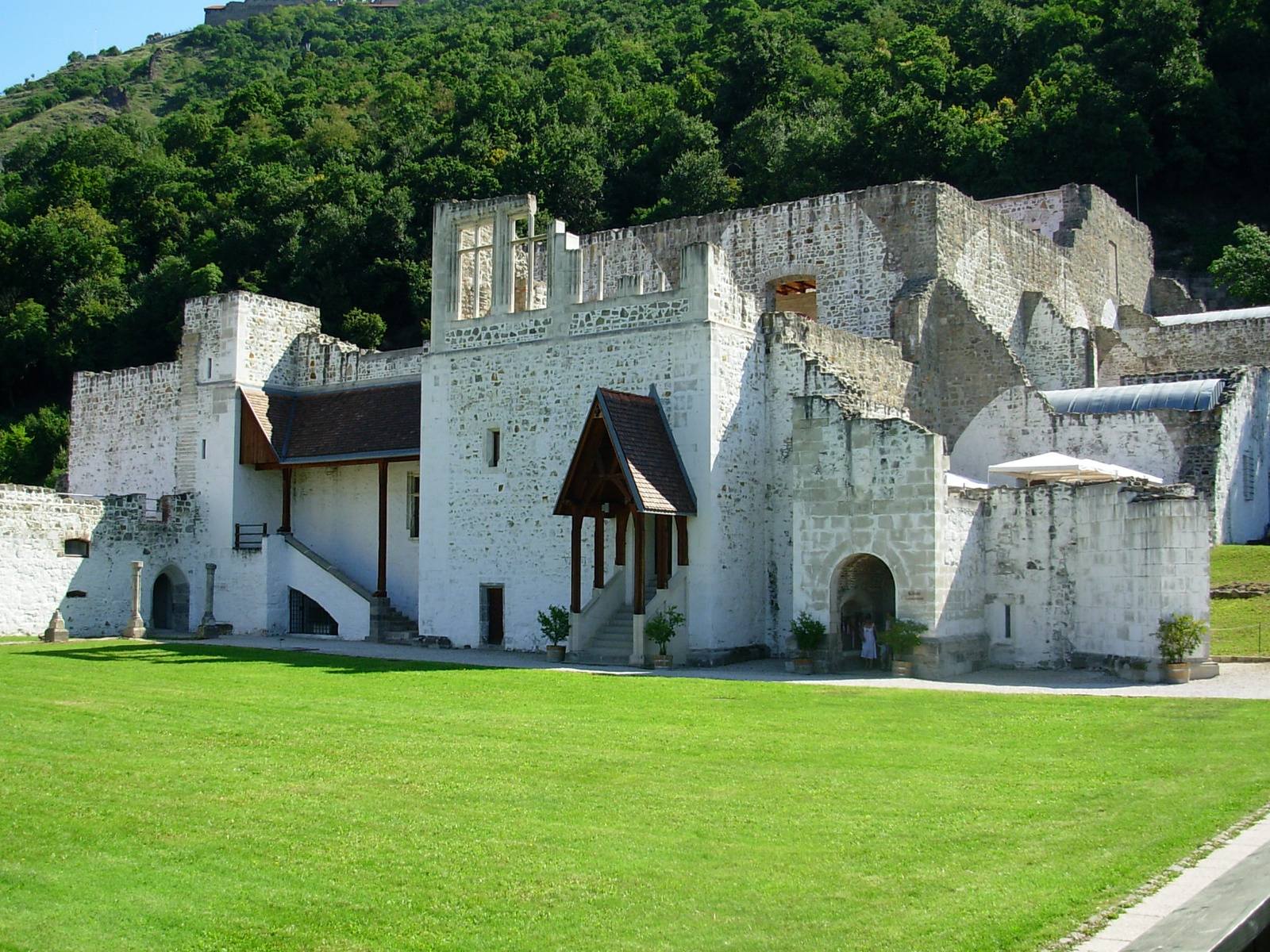
Het Koninklijk Paleis (2011)
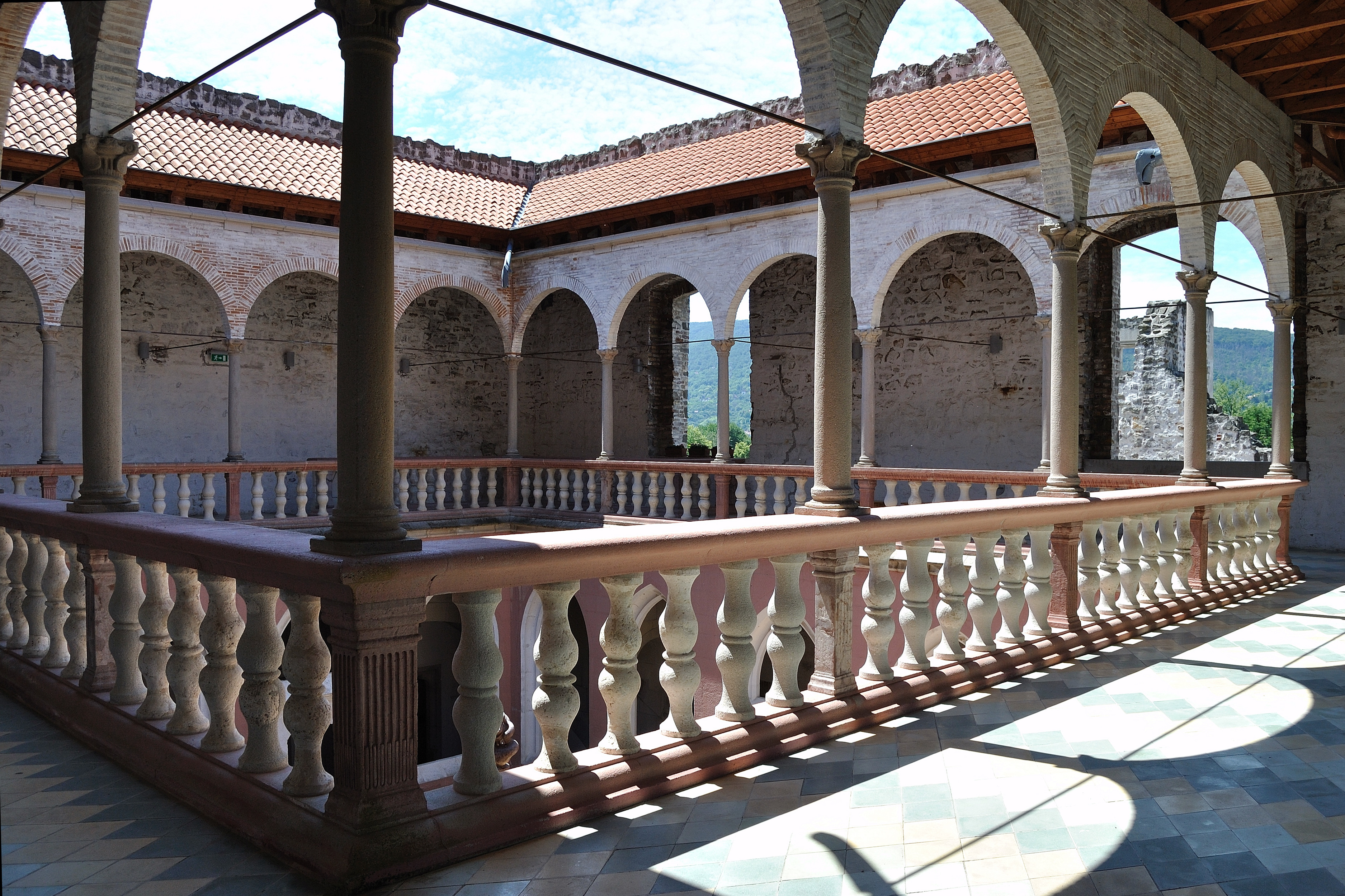
De loggia op de eerste verdieping van het paleis
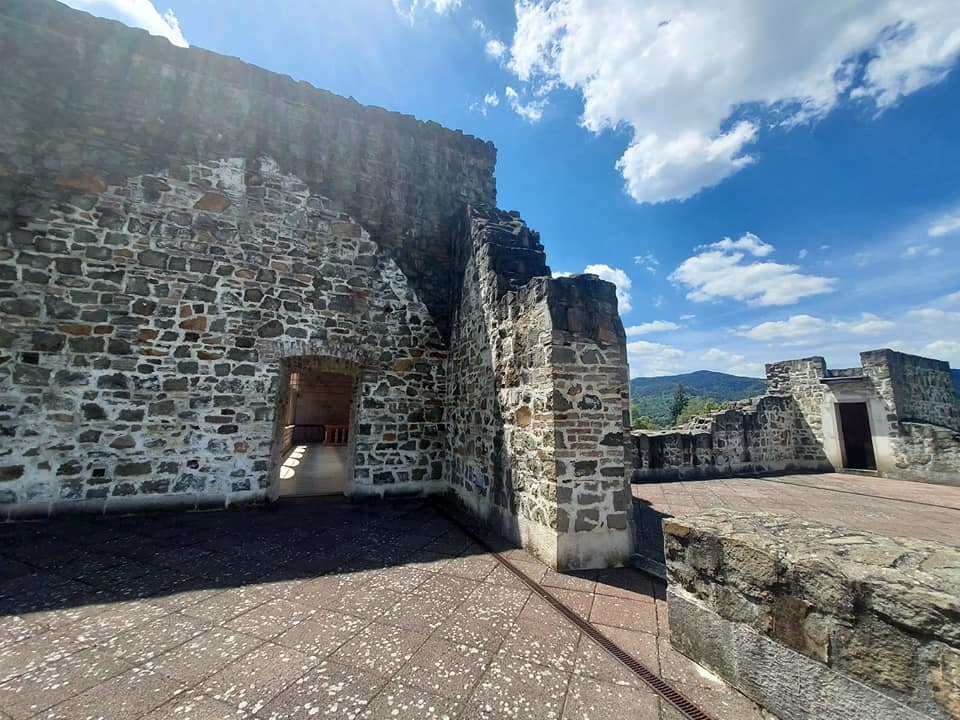
Dakterras met links, een ingang van het paleis op de eerste etage en rechts de Koninklijke kapel
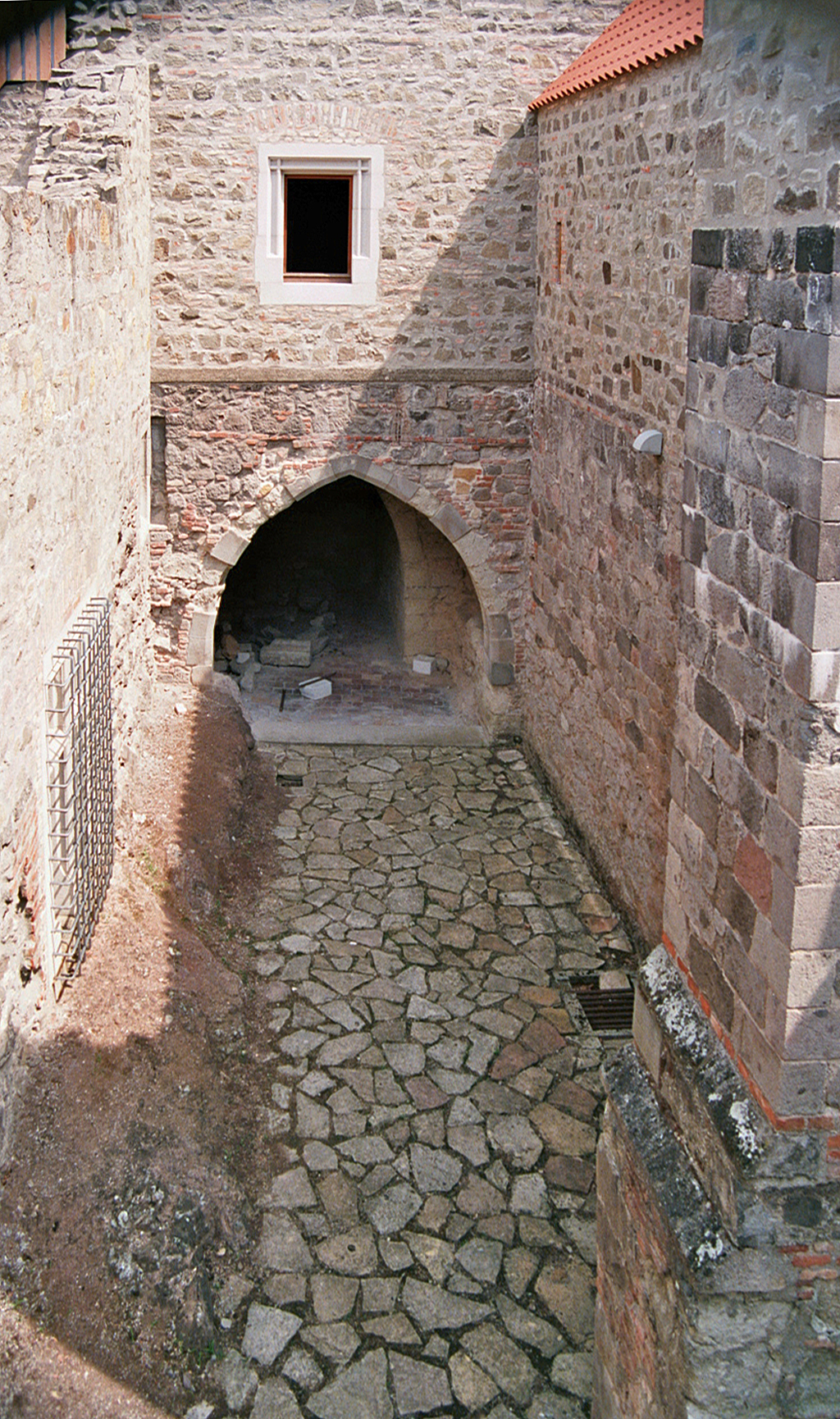
Detail van een deel van het paleis
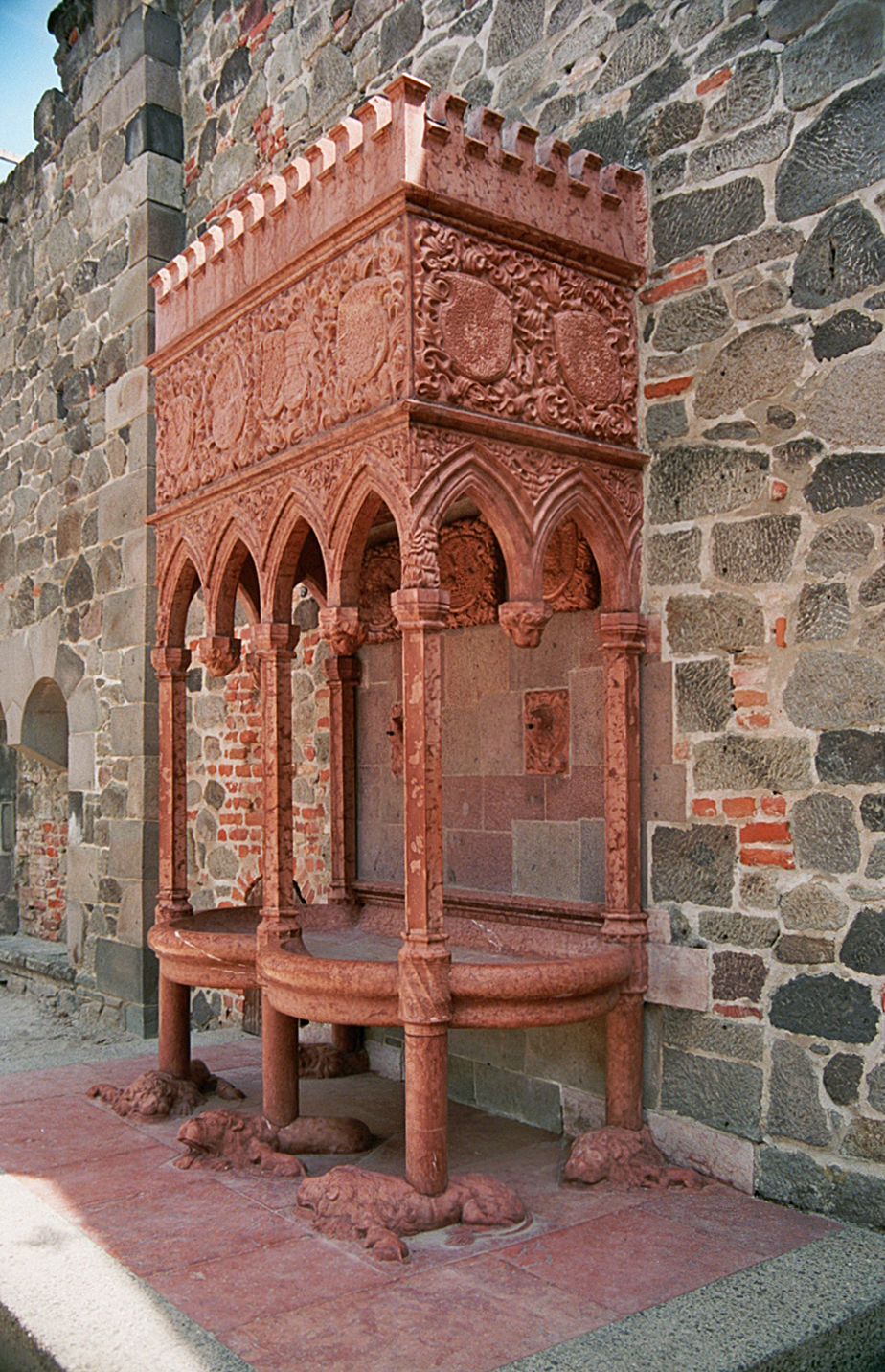
Een waterbron binnen de paleismuren
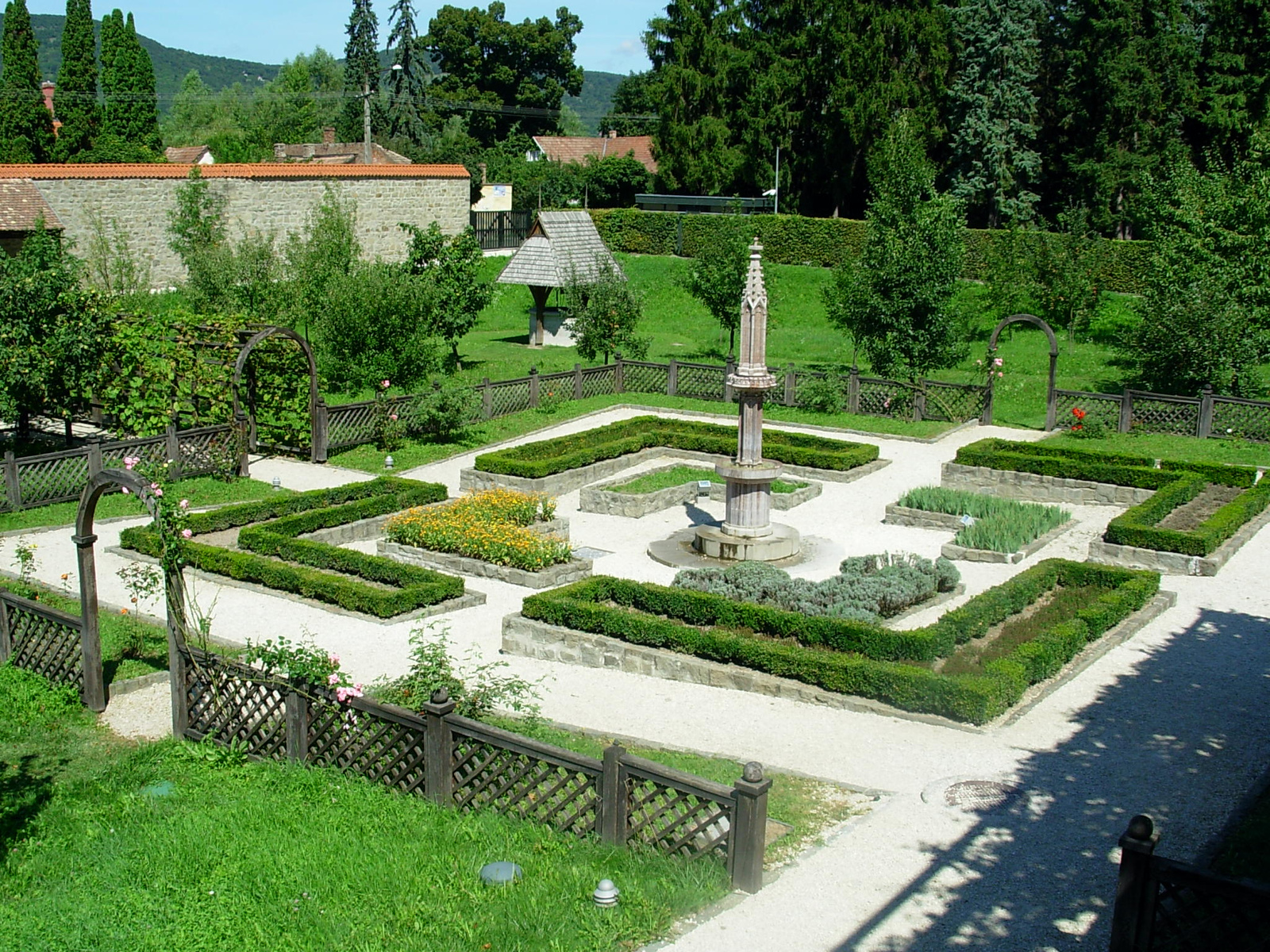
Een deel van de kasteeltuinen
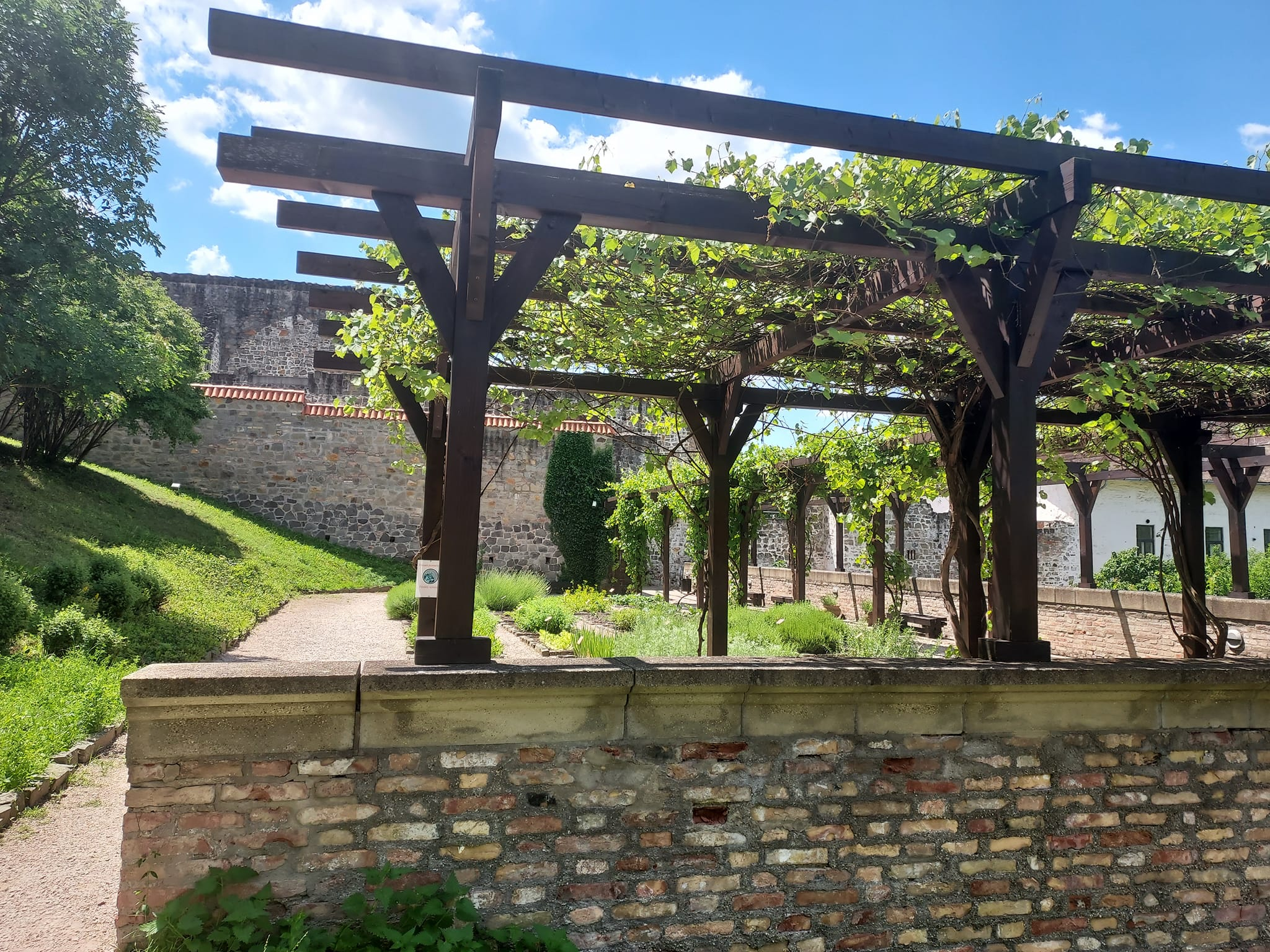
Deel van de pergolatuin op de eerste verdieping, ten westen van het paleiscomplex die is aangelegd door koning Matthias Corvinus
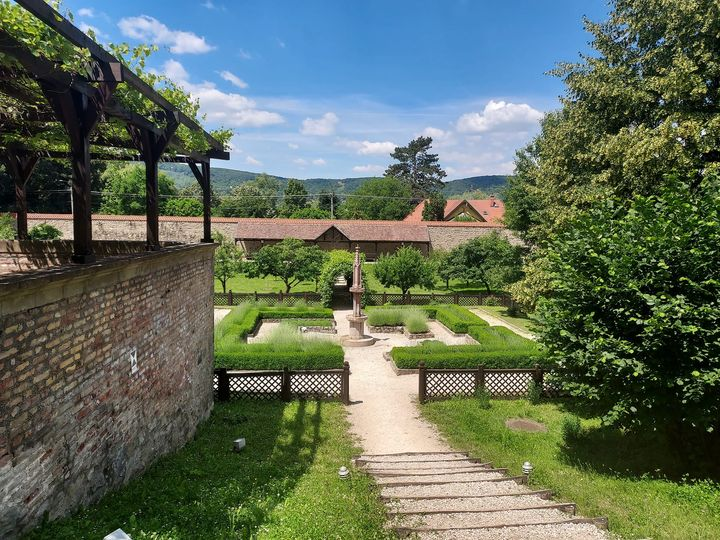
Doorkijkje naar de lager gelegen kasteeltuin en bongerd, vanaf de hoger gelegen pergolatuin die boven een wijnkelder is aangelegd ten tijde van koning Matthias Corvinus
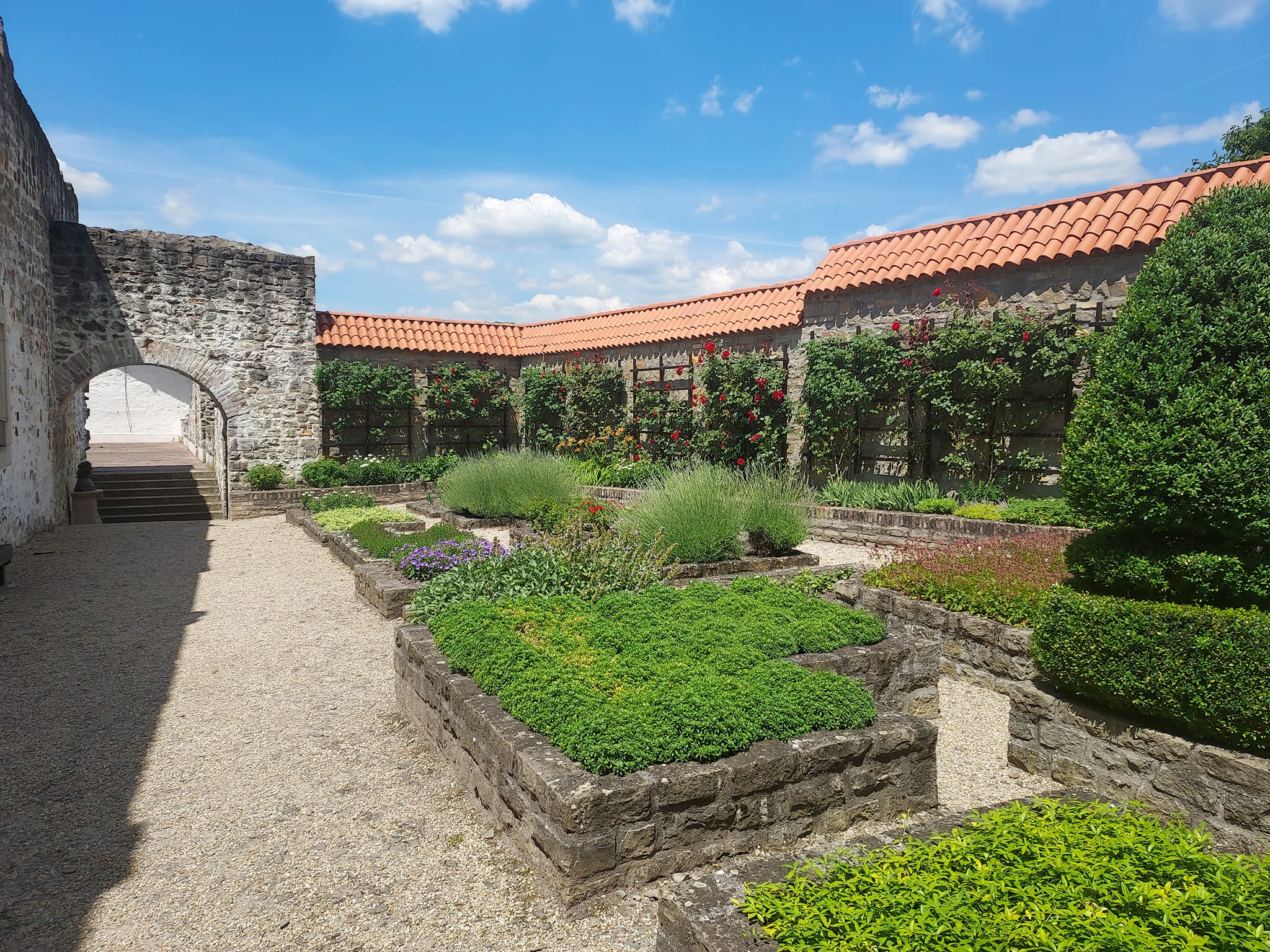
De kruiden- en bloementuin op de eerste etage van het paleiscomplex, aangelegd in de tijd van koning Lodewijk I van Hongarije
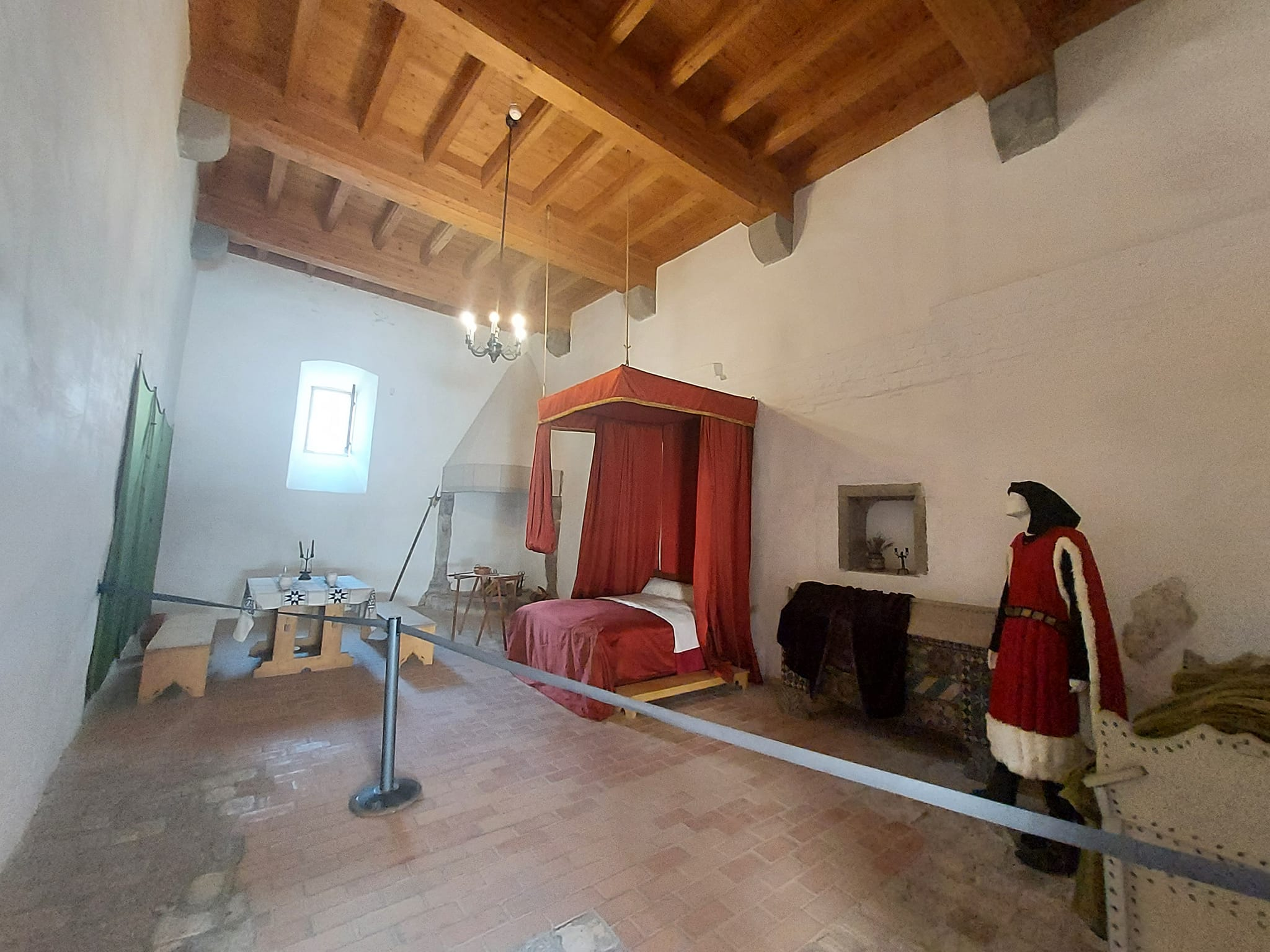
Gereconstrueerde stijlkamer uit de tijd van koning Sigismund van Hongarije
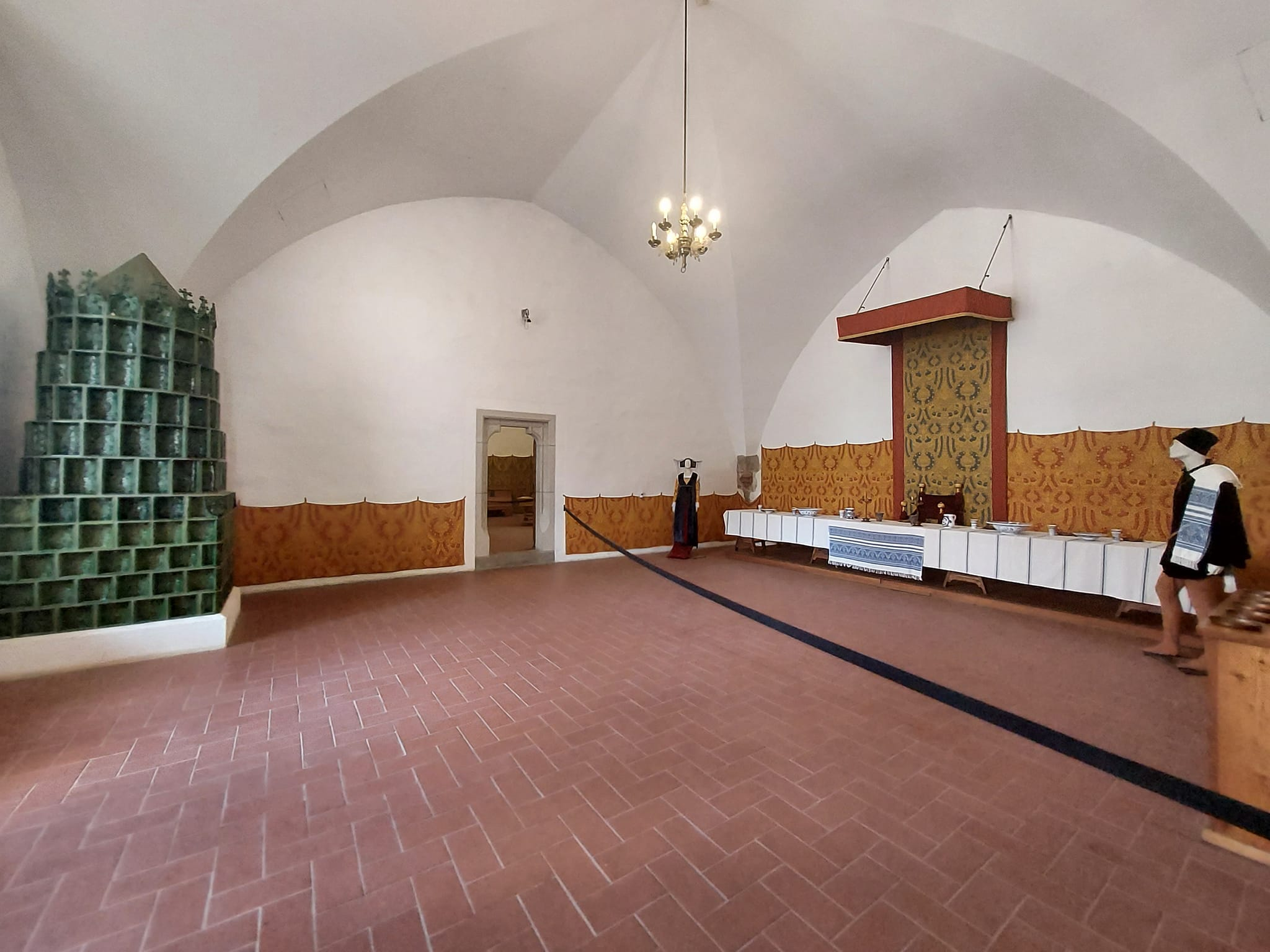
Gereconstrueerde stijlkamer uit de tijd van koning Matthias Corvinus
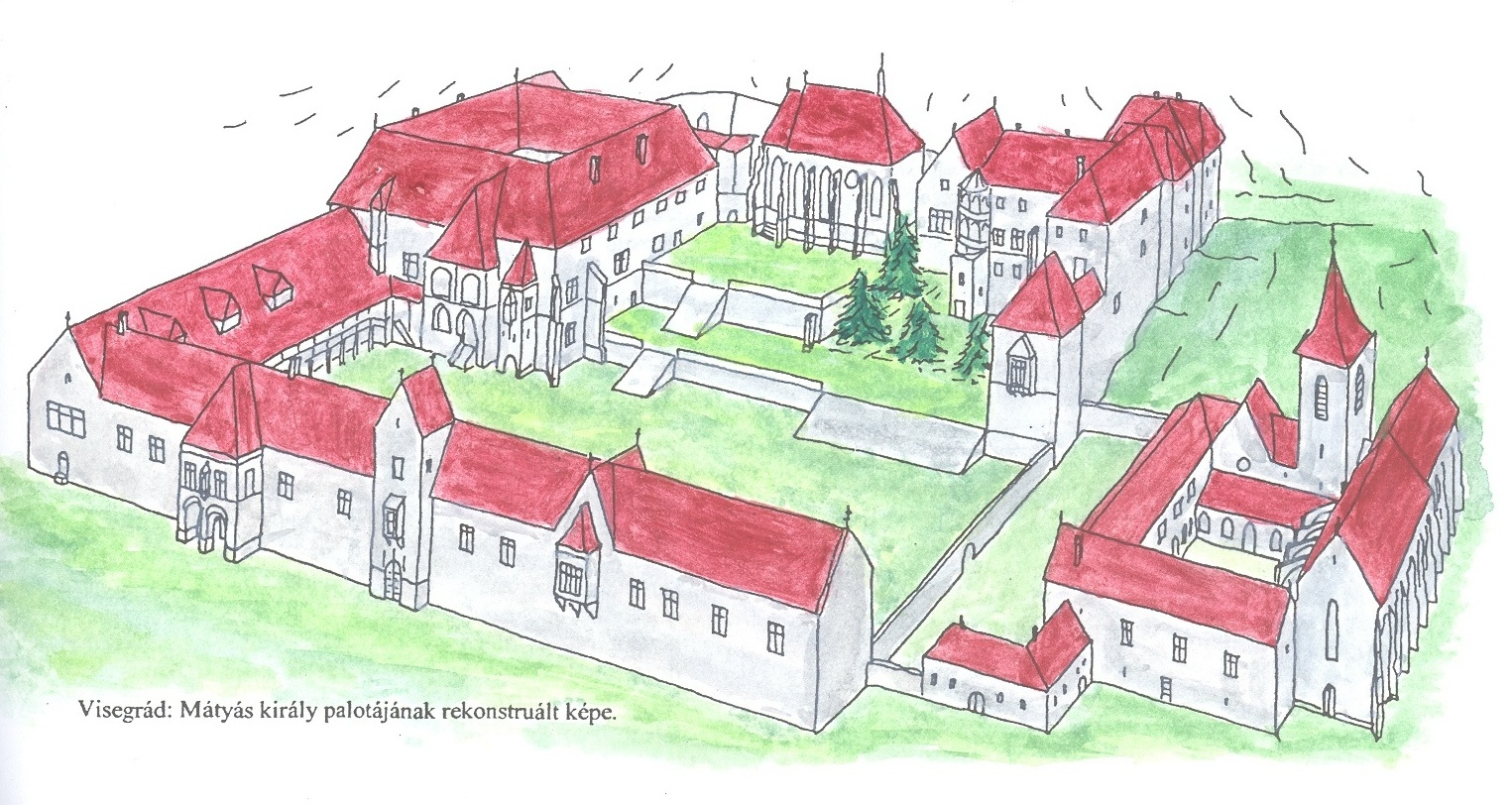
Getekende reconstructie van het paleiscomplex
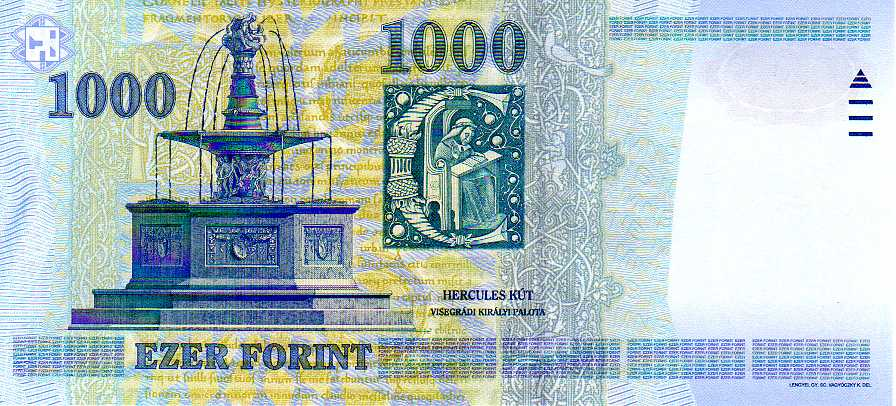
De achterkant van een 1000 florintbiljet, waarop de Herculesfontein op een binnenplaats van het Koninklijk Paleis van Visegrád is afgebeeld